# Источно-малајско-полинежански језици
Источно-малајско-полинежански језици су хипотетичка подгрупа малајско-полинежанске гране аустронежанских језика. Ова подгрупа је још увек контроверзна, јер је искључиво заснована на лексичким доказима, без заједничких фонолошких иновација. На супрот томе, валидност две њене подргупе, јужнохалмахерско-западноновогвинејске и океанске, потврђују фонолошке и лексичке иновације, и опште су прихваћене као валидне подгрупе.

## Распрострањеност
Источно-малајско-полинежански језици су у употреби на острвима у близини западне и северозападне обале Нове Гвинеје (од којих је најзападније острво Халмахера) и у Океанији. 

## Класификација
Источно-малајско-полинежански језици:
- Јужнохалмахерско-западноновогвинејски
- Океански (приближно 450 језика)